# Sunninghill Park
Sunninghill Park ist ein 2,69 km² großes Anwesen mit Landhaus in dem zur Civil parish
Sunninghill and Ascot gehörenden Dorf Cheapside in Royal Borough of Windsor and Maidenhead in Berkshire. Das Anwesen grenzt an die südwestliche Seite des großen Parks von Windsor Castle.
Von 1990 bis 2004 war es der offizielle Wohnsitz von Andrew, Duke of York und seiner Ehefrau Sarah Ferguson.

## Älteste Erwähnungen
Sunninghill Park war bis 1630 Bestandteil von Windsor Park; 1630 wurde es von King Charles I als Geschenk an den Parlamentarier Thomas Carey gegeben. Nur drei Jahre später erwarb es Sir Thomas Draper, 1. Baron Baber; sein Urenkel Thomas Draper Baber verkaufte es 1769 an Jeremiah Crutchley, im Besitz von dessen Familie es bis 1940 verblieb.

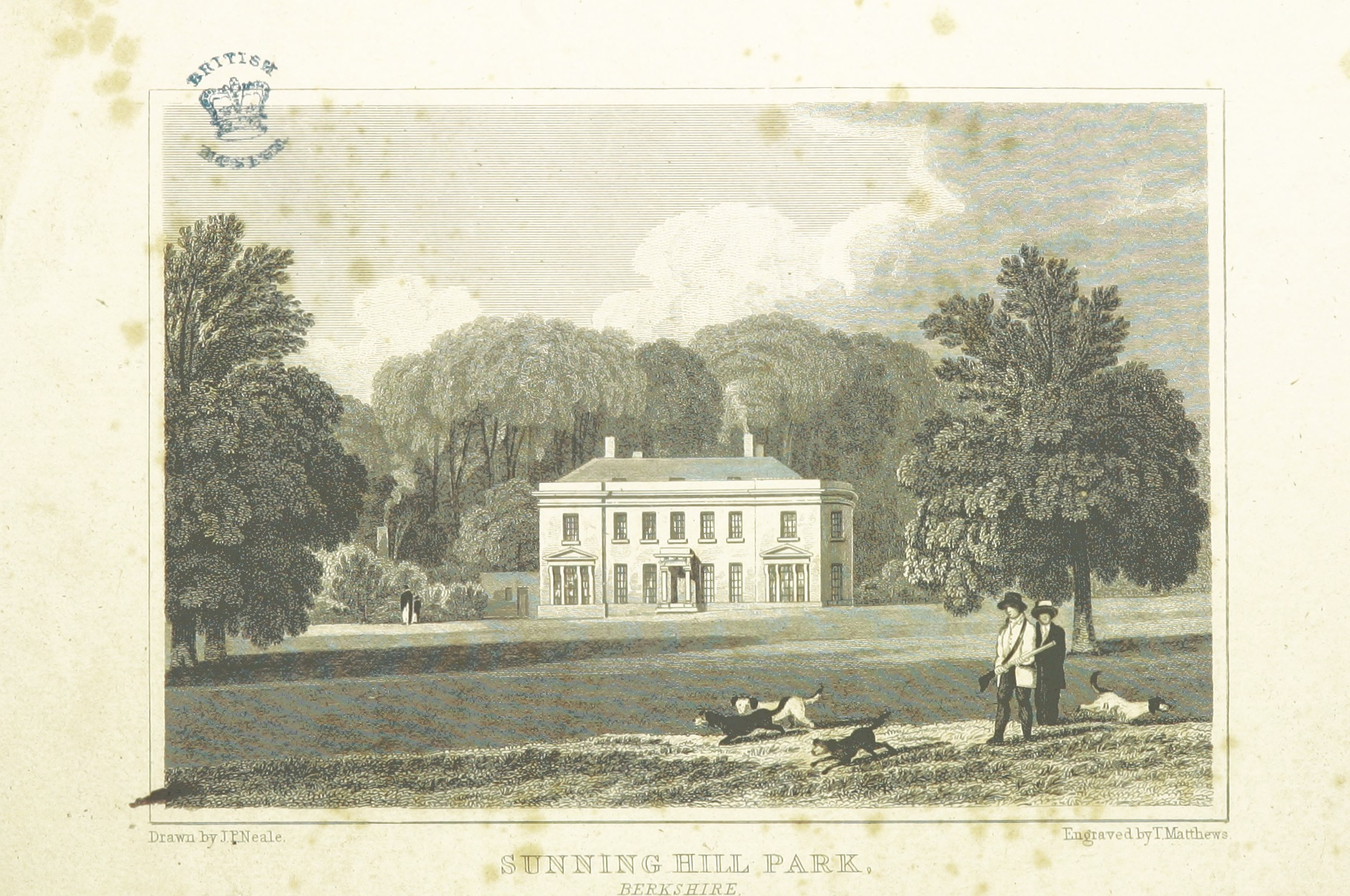
Sunninghill Park auf einem Stich von John Preston Neale 1818

### Das erste Sunninghill Park
Zu Beginn des 19. Jahrhunderts wurde ein bestehender Vorgängerbau durch einen mit reichem Stuck verzierten Neubau im Georgianischen Stil ersetzt. Das zwei Vollgeschosse umfassende Haus wurde in den folgenden Jahrzehnten durch etliche An- und Umbauten erweitert.
Während des Zweiten Weltkriegs diente es ab November 1943 als Hauptquartier der 9th Air Force der United States Army Air Forces als britische Operationsbasis im Luftkrieg.
1945 wurde es vom Crown Estate in den Besitz der Krone zurückgekauft und 1947 als Landsitz für Kronprinzessin Elisabeth, die spätere Königin Elisabeth II. und ihren Ehemann Prinz Philip, Duke of Edinburgh umgebaut und renoviert; ein verheerender Brand vernichtete es jedoch am 30. August 1947 – drei Monate vor ihrer Hochzeit – bis auf die Außenmauern.
Mitte der 1960er Jahre entstanden Pläne für einen Neubau als Landsitz für Prinzessin Margaret und ihre Familie, diese wurden jedoch nie realisiert.

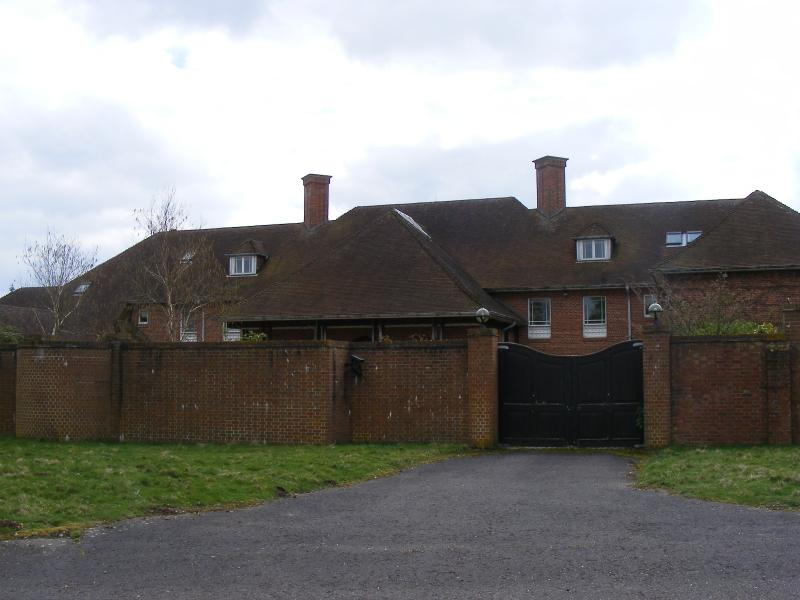
Sunninghill Park, Frontansicht

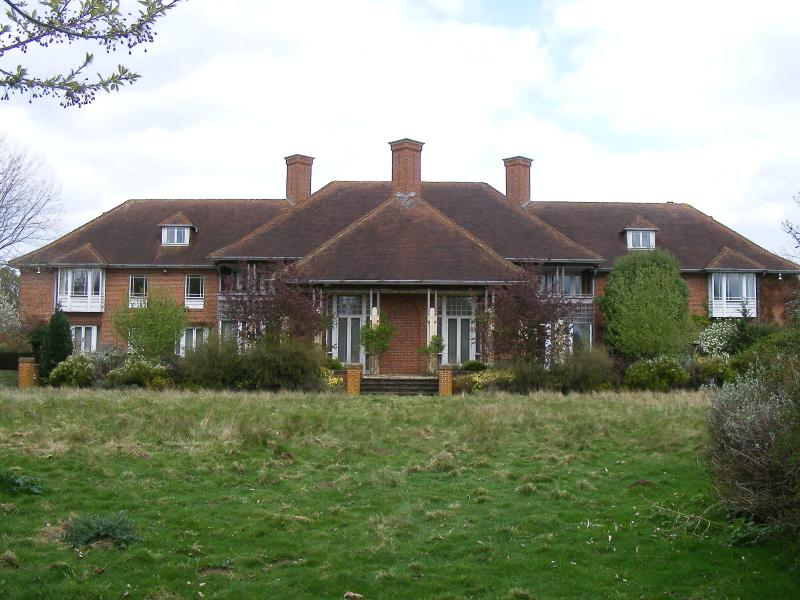
Sunninghill Park, Gartenansicht

### Das neue Sunninghill Park
1986 wurde ein 20.000 m² großes Teilstück, der sogenannte umfriedete Garten, von Königin Elisabeth II. als Hochzeitsgeschenk für ihren Sohn Prinz Andrew und dessen Frau Sarah aus dem Kronbesitz herausgekauft.
Nach Entwürfen von Sir James Dunbar-Nasmith, Professor für Architektur an der Heriot-Watt University in Edinburgh entstand in den folgenden Jahren ein zweigeschossiges Anwesen samt Nebengebäuden mit Sichtziegelfassaden. Es bot unter anderem sechs offizielle Räume, 12 Schlafräume und 12 Badezimmer und war der erste Neubau eines Wohnanwesens für ein Mitglied der königlichen Familie seit dem Bau von Bagshot Park im Jahr 1879 für Prinz Arthur, den dritten Sohn von Königin Victoria.
Der als nicht übermäßig gelungen eingestufte Gebäudekomplex wurde in der Presse gerne als Southyork Ranch verspottet – in Anlehnung an die damals sehr populäre Fernsehserie Dallas und deren Hauptspielort Southfork Ranch. Andere Seiten bescheinigten dem Anwesen den Charme eines Tesco-Supermarkts.
Mittlerweile geschieden übersiedelte Prinz Andrew nach dem Tod von Queen Mum in deren Anwesen Royal Lodge auf dem Gelände von Windsor Park.
Das seitdem leerstehende Anwesen Sunninghill Park sorgte in den letzten Jahren für reichlich Schlagzeilen: zum einen wegen des desolaten Zustandes von Grundstück und Gebäuden, zum anderen als aus den HM Land Registry records (Öffentliches Kataster) bekannt wurde, dass das Anwesen im Jahr 2007 für 15 Millionen Pfund Sterling – mindestens 3 Millionen über dem Schätzwert – an einen Offshore-Trust auf den
British Virgin Islands verkauft wurde, zu dessen Hauptanlegern u. a.
der umstrittene kasachische Milliardär Timur Kulibajew, Schwiegersohn des damaligen kasachischen Präsidenten Nursultan Nazarbayev und Freund Prinz Andrews, gehört. 2009 wurden Überlegungen des Bracknell Forest Borough Council bekannt, das leerstehende Objekt als Unterkunft für Wohnungslose zu beschlagnahmen,
Im Herbst 2015 erfolgte der Abriss zugunsten eines künftigen Neubaus der neuen Eigentümer.